# Serge Fino
Serge Fino, né le 28 février 1959 à Toulon,  est un dessinateur de bande dessinée.

## Biographie
Serge Fino est né le 28 février 1959 à Toulon. Sa carrière professionnelle commence en 1994 avec la trilogie intitulée Les Soleils rouges de l'Eden, sur un scénario d'Hervé Poudat, aux éditions Soleil Productions.
Grâce à cette maison d'édition, il fait la connaissance d'un autre Toulonnais : Didier Tarquin, dessinateur de la série Lanfeust de Troy. De cette rencontre naît le projet d'une nouvelle série, dont le premier tome paraît en janvier 1997 : Les Ailes du Phaéton. Tarquin scénarise la première trilogie puis Crisse prend la relève sur la seconde trilogie et enfin Isabelle Plongeon.
En 1999, d'une collaboration avec Simon Rocca, paraît une histoire complète en 2 tomes, dans le genre du policier avec sérial-killer, le tout dans une ambiance de science-fiction : Starblood.
Fin 2000, il entame une nouvelle série : la couronne de foudre avec Brice Tarvel au scénario toujours aux éditions Soleil. Cette série ne connaîtra qu’un seul album.
En 2003, il commence une collaboration avec Erwan Le Breton pour Les Contes du Korrigan. Parallèlement avec Jean-Luc Istin, abandonnant le fantastique, il se lance dans le projet Spartacus le Gladiateur librement adapté de l'histoire de Spartacus et surtout de la comédie musicale d'Élie Chouraqui puisqu'il s'agit d'une coédition TF1/Soleil.
Fin 2004, il reprend le dessin de la série Angeline sur un scénario de Adeline Blondieau et Éric Summer (3 albums entre 2004 et 2007).
À partir de 2011, il lance la série Les Chasseurs d’écume (8 albums de 2011 à 2018), une épique saga de pêcheurs selon Actua BD, puis en 2019, toujours sur le même thème, c'est la série L'or des marées qui est lancée.

## Publications

### Séries
- Les Ailes du Phaéton, Soleil Productions (9 albums de 1997 à 2004).
- Angeline, Soleil Productions (3 albums).
  - 2. Mississippi Queen, 2005
  - 3. White christmas[4], 2006
  - 4. Memphis, Tennessee[5], 2007
- Les chasseurs d'écume[3], Glénat (8 tomes entre 2011 et 2018)
- Les Contes du Korrigan, Soleil Productions
  - 4. Livre quatrième : La pierre de justice[6], scénario de Ronan et Erwan Le Breton, dessins de Serge Fino, Guy Michel, Mika et François Gomès, 2004  (ISBN 2-84565-781-1)
  - 5. Livre cinquième : L'Île d'Émeraude[7], scénario de Ronan et Erwan Le Breton, dessins de Serge Fino, Jean-Marie Minguez, Stéphane Bileau et François Gomès, 2004  (ISBN 2-84565-885-0)
- Dossier tueurs en série, Soleil Productions
  - 1. Zodiac Killer[8], scénario de Fabrice David, dessins de Denis Rodier, Serge Fino, Gabriel  Morrissette et Dan Popescu, 2007
- Dracula, l'ordre des dragons - T1 : L'enfance d'un monstre, scénario d'Éric Corbeyran, dessins de Serge Fino et couleurs d'Olivier Héban, Soleil coll 1800, 2011.
- Histoire de la Provence, des Alpes à la Côte d'Azur, Éditions du Signe

1. Les premiers humains, scénario de Jean-Marie Cuzin et Dominique Garcia, dessins de Serge Fino, 2012  (ISBN 2-74682-799-9)

- L'or des marées, Glénat
  - 1. Les moissonneurs de la mer, 2019
  - 2. Les amants de la mer d'iroise, 2020
- Starblood, Soleil Productions (2 albums en 1999 et 2000).
- Les Soleils rouges de l'Eden, Soleil Productions (3 albums de 1995 à 1998).

### One-shots
- Cerbères[9], scénario de Weissengel et Serge Carrère, Soleil Productions (1 album en 2008, série abandonnée)
- La couronne de foudre, Soleil Productions (1 album en 2001, série abandonnée)[10]
- Quand souffle le vent des îles, Soleil Productions, 2010
- Seul au monde[11], Glénat, 2019.
- Spartacus le Gladiateur, Soleil Productions, 2004.